# Barão de São Gabriel
Barão de São Gabriel é um título brasileiro criado por D. Pedro II do Brasil, por decreto de 18 de julho de 1841, em favor a João de Deus Mena Barreto.
Titulares
1. João de Deus Mena Barreto – 1º Barão de São Gabriel;
2. João Propício Mena Barreto – 2º Barão de São Gabriel, filho do anterior.